# Saison 7 de The Voice Belgique
 (janvier 2022).
- Si vous ne connaissez pas le sujet, laissez ce bandeau (vous pouvez alors contacter les auteurs).
- Si vous supprimez le contenu mis en cause (vous pouvez préalablement contacter les auteurs),

argumentez précisément cette suppression dans la page de discussion
(un manque de référence n'est pas un argument ; une recherche réelle de référence doit avoir été effectuée, être formellement documentée).
La septième saison de The Voice dans sa version belge (The Voice Belgique) a été diffusée sur La Une (RTBF) du 9 janvier 2018 jusqu’au 24 avril 2018 et était présentée par Maureen Louys et Cécile Djunga.
L'émission a été remportée par Valentine Brognion, coachée par Matthew Irons.

## Coachs et candidats

### Coachs
Le panel de coachs de cette septième saison est composé de :
- Matthew Irons du groupe Puggy : Auteur-compositeur-interprète;
- B.J. Scott : autrice-compositrice-interprète, coach durant les six premières saisons et détentrice d'une victoire lors de la saison 5 ;
- Slimane : Auteur-compositeur-interprète, vainqueur de la saison 5 de The Voice : La Plus Belle Voix;
- Vitaa : autrice-compositrice-interprète;

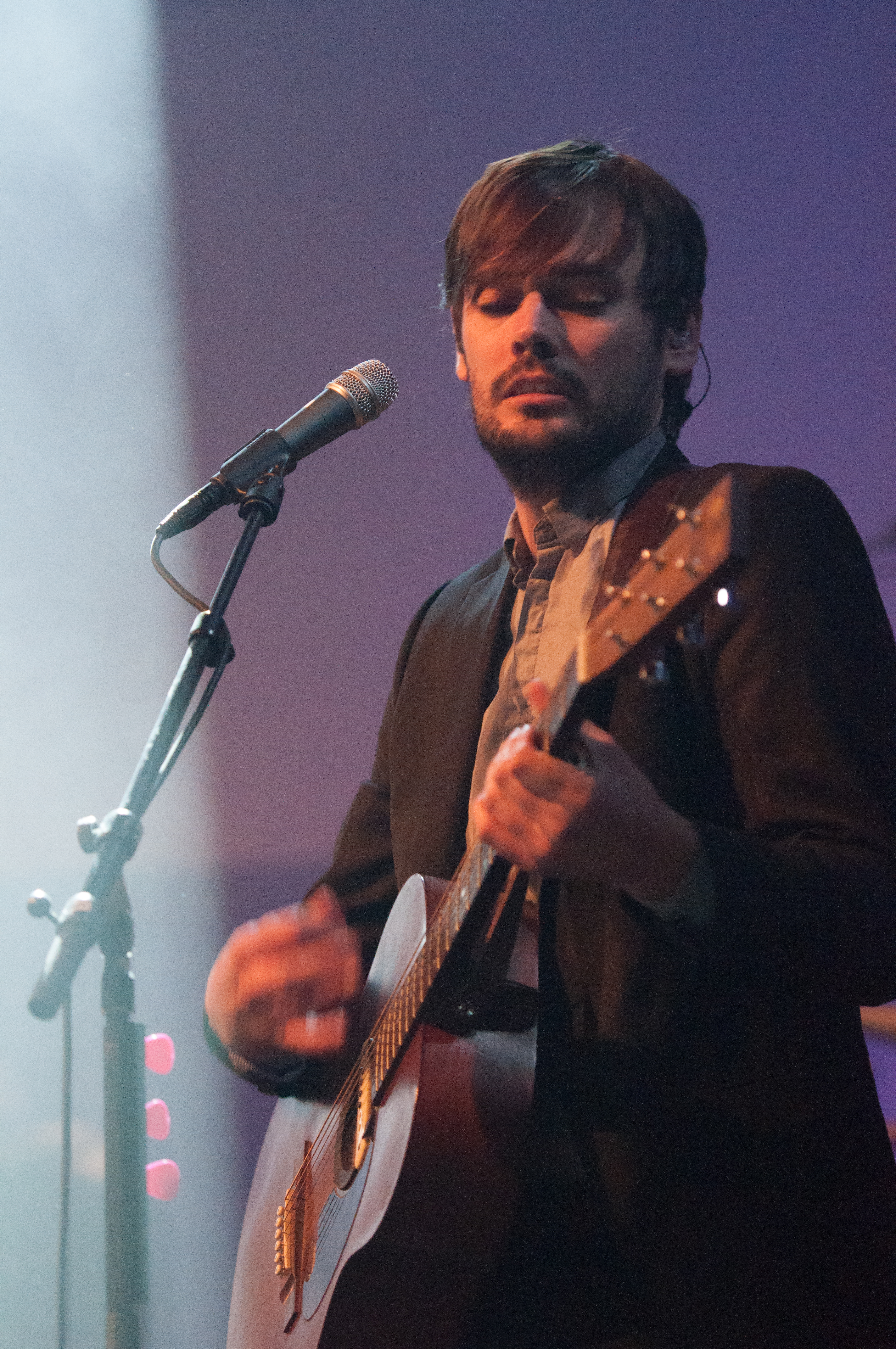
Matthew Irons
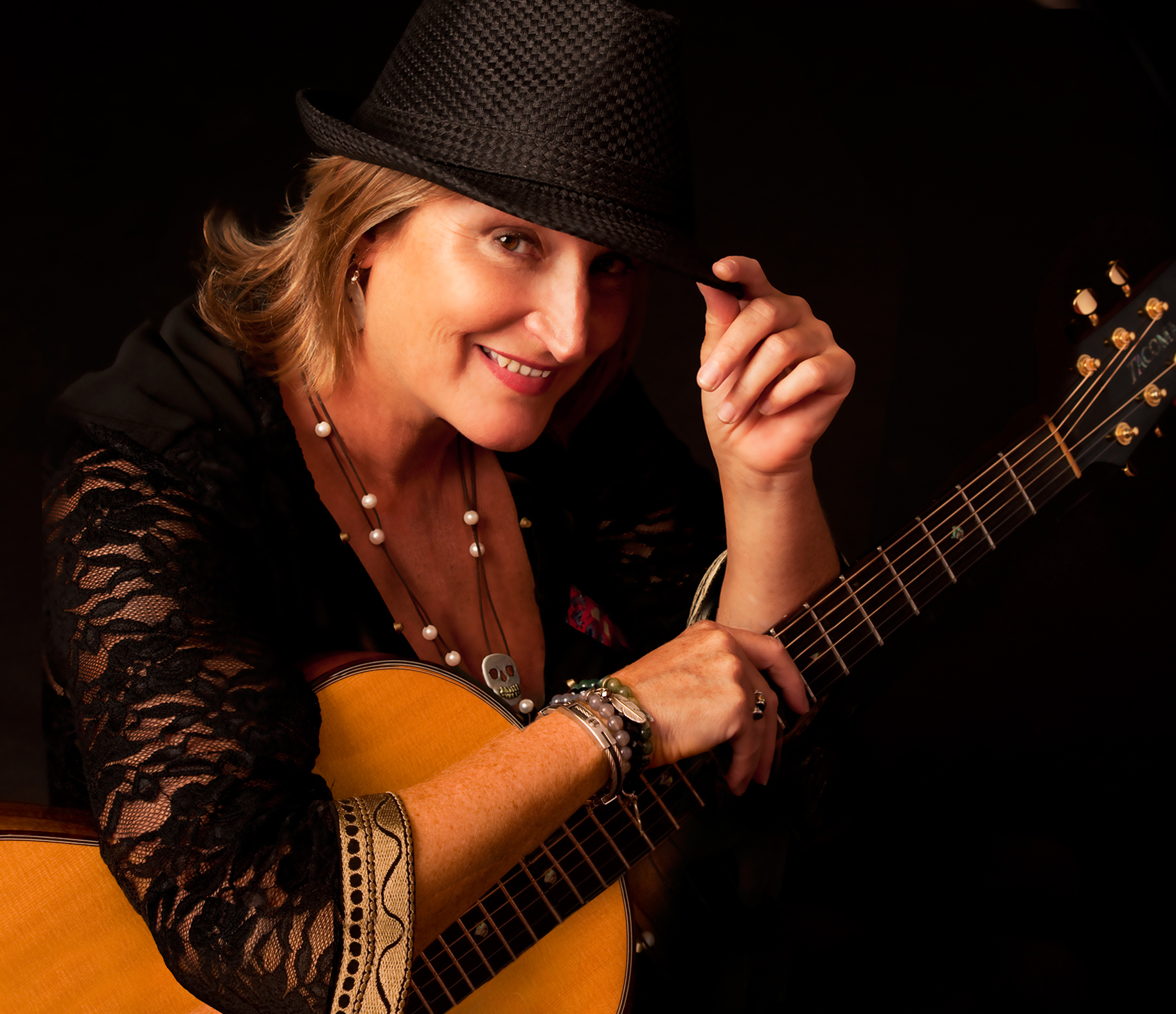
BJ Scott
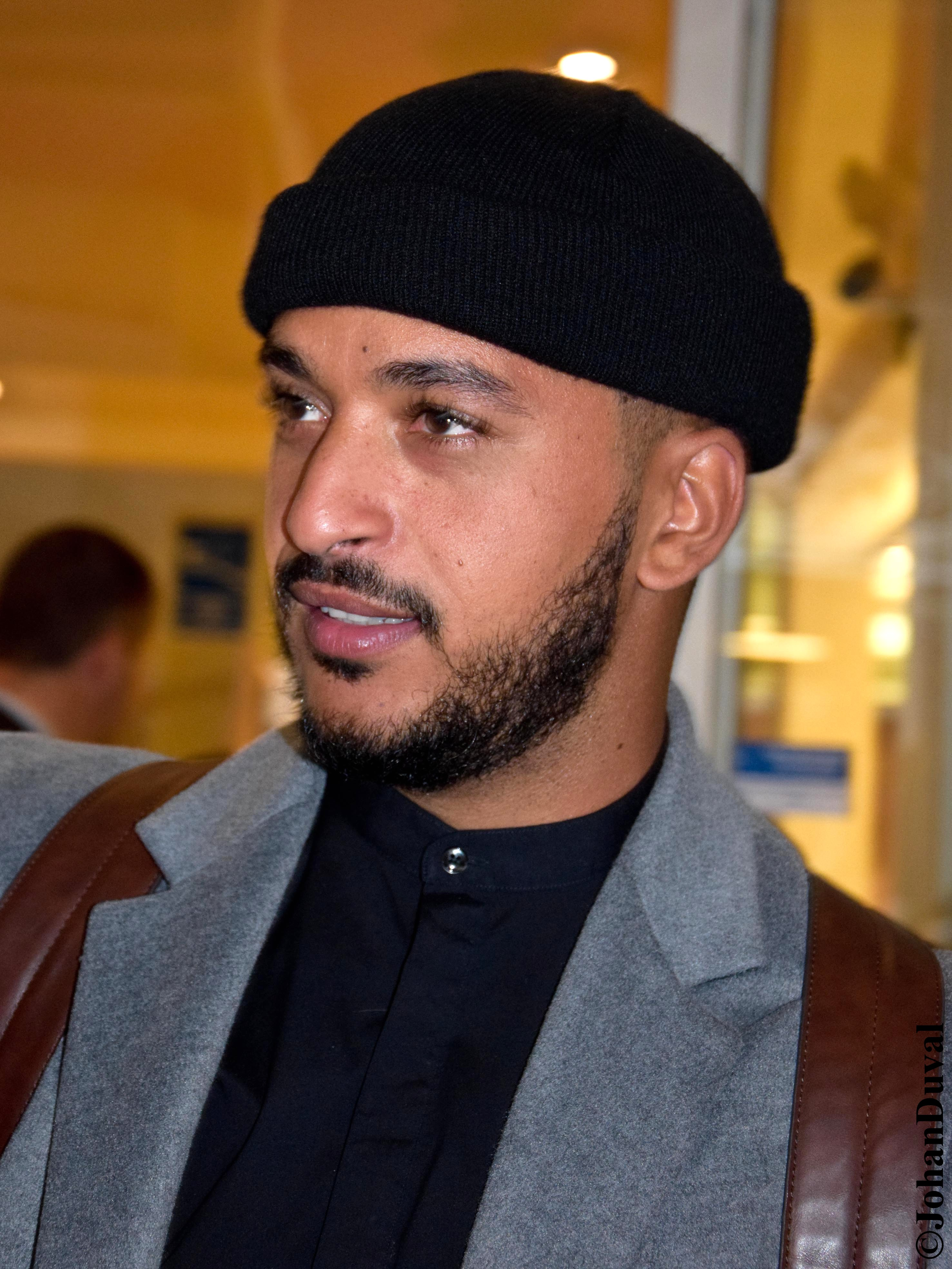
Slimane
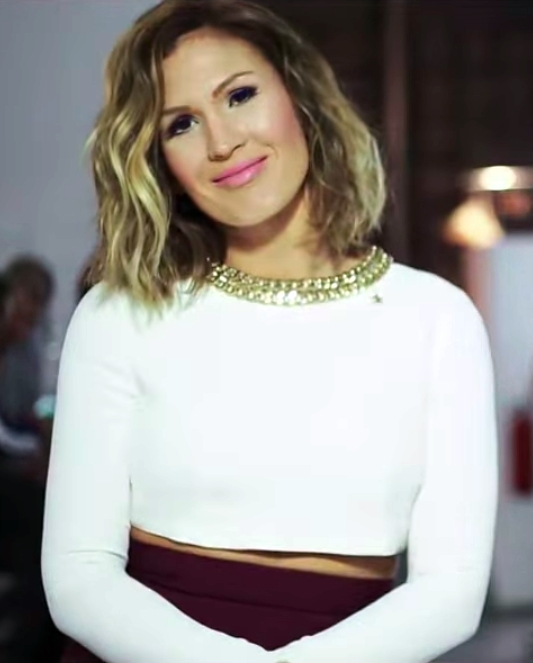
Vitaa

### Candidats
Légende :
|                         |                       | Matthew                     | BJ Scott           | Slimane             | Vitaa              |
| ----------------------- | --------------------- | --------------------------- | ------------------ | ------------------- | ------------------ |
| Finalistes              | 1                     | Valentine Brognion          | Jeff Danes         | Soraya Slimani      | Stéphanie Euphoria |
| Eliminés lors des Lives | 2                     | Estelle Pepinster           | Déborah Brull      | Adrien Binon        | Camille Schneyders |
| Eliminés lors des Lives | 3                     | Marie-Cécile de Lhoneux     | Léa Pochet         | Andreia Rio         | Sarah Zekhnini     |
| Eliminés lors des Lives | 4                     | Yasha Deleeuw               | Fabiola Legrain    | Samuel Nagy         | Lejla Burazerovic  |
| Eliminés lors des Lives | 5                     | Yasha Deleeuw               | Philippe Lombet    | Marylène Corro      | Anaïs Cambus       |
| Eliminés lors des Lives | 6                     | Sara Kobi                   | Woody Wittock      | Maëla Warlet        | Paak Kormongkolkul |
| Eliminés lors des Lives | 7                     | Nejla Belhaj                | Pierre Edel        | Luca Turco          | Mona Miozesky      |
| Eliminés lors des Lives | 8                     | David-Adrian Porzio Mortera | Selim Boudraa      | Eliot Vassamillet   | Jonathan Thambye   |
| Eliminés lors des Duels |                       |                             |                    |                     |                    |
| 9                       | Adrien Binon          | Edoardo Buscemi             | Alicia Pezzetti    | Jérôme Pelusi       |                    |
| 10                      | Selim Boudraa         | Lucie Gaillard              | Quentin Madeline   | Marylène Corro      |                    |
| 11                      | Juliette Lejeune      | Dave Varlet                 | Laurence Kremeer   | Clara Gomez         |                    |
| 12                      | Paulo Rodrigues       | Loredana Mannara            | Erik Braun         | Johanna Epifani     |                    |
| 13                      | Lolita Fournier       | Marie-Cécile de Lhoneux     | Nejla Belhaj       | Jason Corbisier     |                    |
| 14                      | Fabiola Legrain       | Michaëla Nginou             | Jonathan Thambwe   | Brice Troisfontaine |                    |
| 15                      | Lorient de Brabandere | —                           | Paak Kormongkolkul | Loïc Mazouni        |                    |

NB : Les talents barrés dans l'élimination des Duels et retrouvés dans les Lives en italique sont les talents volés.

## Déroulement

### Auditions à l'aveugle («Blind auditions»)
Les quatre coachs, installés dans des fauteuils tournants, écoutent les candidats, dos tournés à la scène. Chacun d'entre eux doit se choisir douze candidats en écoutant seulement leur voix, s'ils sont séduits, ils devront appuyer sur leur "buzz" et c'est là que le fauteuil se retournera découvrant leur élu. Si plusieurs coachs se retournent, ce sera alors au candidat de choisir son coach.
Le public présent pendant les auditions n'a pas le dos tourné à la scène et un orchestre supporte les candidats. Le « 100 % à l'aveugle » est de retour pour cette édition, ou un grand rideau rouge se dresse sur la scène pour le talent qui le souhaite et le cache du jury et du public.
À noter que pour cette saison, lorsqu'un candidat ne voit se retourner aucun coach, il a tout de même l'occasion d'échanger avec les quatre coachs sur sa prestation, comme c'était le cas lors des trois premières saisons.

#### Épisode 1
- Diffusion : 9 janvier 2018
- Audience : 448 714 téléspectateurs (27,6 % de parts de marché) [1],[2]

| Ordre | Candidat           | Chanson                                                | Choix des coachs et des candidats | Choix des coachs et des candidats | Choix des coachs et des candidats | Choix des coachs et des candidats |
| Ordre | Candidat           | Chanson                                                | Matthew                           | B.J Scott                         | Slimane                           | Vitaa                             |
| ----- | ------------------ | ------------------------------------------------------ | --------------------------------- | --------------------------------- | --------------------------------- | --------------------------------- |
| 1     | Jeff Danes         | 20 Good Reasons - Thirsty Merc                         | ✔️                                | ✔️                                | ✔️                                | ✔️                                |
| 2     | Prescillia Deumer  | Mon cœur, mon amour - Anaïs Croze                      | —                                 | —                                 | —                                 | —                                 |
| 3     | Maela Warlet       | I Was Made for Lovin'You - Tori Kelly feat. Ed Sheeran | ✔️                                | —                                 | ✔️                                | ✔️                                |
| 4     | Franz Goovaerts    | Personal Jesus - Depeche Mode - version de Johnny Cash | —                                 | —                                 | —                                 | —                                 |
| 5     | Andreia Rio        | O Gente da Minha Terra - Mariza                        | —                                 | —                                 | ✔️                                | —                                 |
| 6     | Tanija Desfrennes  | The Show Must Go On - Queen                            | —                                 | —                                 | —                                 | —                                 |
| 7     | Yasha Deleeuw      | Sympathique (je ne veux pas travailler) - Pink Martini | ✔️                                | —                                 | ✔️                                | ✔️                                |
| 8     | Eléonore Van Rosen | Can't Feel My Face - The Weeknd                        | —                                 | —                                 | —                                 | —                                 |
| 9     | Eliot Vassamillet  | High Hopes - Kodaline                                  | —                                 | —                                 | ✔️                                | ✔️                                |
| 10    | Erik Braun         | Anna Molly - Incubus                                   | —                                 | —                                 | ✔️                                | ✔️                                |
| 11    | Camille Schneyders | Changer - Maître Gims                                  | ✔️                                | —                                 | —                                 | ✔️                                |
| 12    | Woody Wittock      | Under the Same Sun - Ben Howard                        | ✔️                                | ✔️                                | ✔️                                | ✔️                                |

#### Épisode 2
- Diffusion : 16 janvier 2018
- Audience : 399 418 téléspectateurs [1]

| Ordre | Candidat                | Chanson                                    | Choix des coachs et des candidats | Choix des coachs et des candidats | Choix des coachs et des candidats | Choix des coachs et des candidats |
| Ordre | Candidat                | Chanson                                    | Matthew                           | B.J Scott                         | Slimane                           | Vitaa                             |
| ----- | ----------------------- | ------------------------------------------ | --------------------------------- | --------------------------------- | --------------------------------- | --------------------------------- |
| 1     | Adrien Binon            | Résidents de la République - Alain Bashung | ✔️                                | —                                 | —                                 | —                                 |
| 2     | Nejla Behlaj            | Au Café des délices - Patrick Bruel        | —                                 | —                                 | ✔️                                | —                                 |
| 3     | Pierre Edel             | Sweet Child O'Mine - Guns N'Roses          | ✔️                                | ✔️                                | ✔️                                | ✔️                                |
| 4     | Annabelle Marcin        | Les Limites - Julien Doré                  | —                                 | —                                 | —                                 | —                                 |
| 5     | Johanna Epifani         | Stop! - Sam Brown                          | —                                 | —                                 | —                                 | ✔️                                |
| 6     | Selim Boudraa           | Living for the City - Stevie Wonder        | ✔️                                | ✔️                                | —                                 | —                                 |
| 7     | Paak Kormongkolkul      | Lean on Me - Bill Withers                  | —                                 | —                                 | ✔️                                | ✔️                                |
| 8     | Lucie Gaillard          | Duke of Earl - Gene Chandler               | —                                 | ✔️                                | —                                 | —                                 |
| 9     | Christiane Aka          | You Raise Me Up - Josh Groban              | —                                 | —                                 | —                                 | —                                 |
| 10    | Simon Speder            | Wannabe - Spice Girls                      | —                                 | —                                 | —                                 | —                                 |
| 11    | Luca Turco              | Ma dope - Nekfeu                           | ✔️                                | —                                 | ✔️                                | —                                 |
| 12    | Pierre Van Craenenbroek | Babooshka - Kate Bush                      | —                                 | —                                 | —                                 | —                                 |
| 13    | Valentine Brognion      | Roxanne - Police                           | ✔️                                | ✔️                                | ✔️                                | ✔️                                |

#### Épisode 3
- Diffusion : 23 janvier 2018
- Audience : 463 360 téléspectateurs [1]

| Ordre | Candidat            | Chanson                              | Choix des coachs et des candidats | Choix des coachs et des candidats | Choix des coachs et des candidats | Choix des coachs et des candidats |
| Ordre | Candidat            | Chanson                              | Matthew                           | B.J Scott                         | Slimane                           | Vitaa                             |
| ----- | ------------------- | ------------------------------------ | --------------------------------- | --------------------------------- | --------------------------------- | --------------------------------- |
| 1     | Sarah Zekhnini      | You Know I'm No Good - Amy Winehouse | —                                 | —                                 | —                                 | ✔️                                |
| 2     | Laurence Kremeer    | Elle m'a dit - Cali                  | —                                 | —                                 | ✔️                                | ✔️                                |
| 3     | Brieuc de Groof     | Demons - Imagine Dragons             | —                                 | —                                 | —                                 | —                                 |
| 4     | Fabiola Legrain     | Carmen - Lana Del Rey                | ✔️                                | ✔️                                | —                                 | —                                 |
| 5     | Tania Cheniguer     | No One - Alicia Keys                 | —                                 | —                                 | —                                 | —                                 |
| 6     | Quentin Madeline    | Cendrillon - Téléphone               | —                                 | —                                 | ✔️                                | —                                 |
| 7     | Paulo Rodrigues     | Sodade - Cesaria Evora               | ✔️                                | ✔️                                | ✔️                                | ✔️                                |
| 8     | Anthea Guilite      | I Feel Pretty - West Side Story      | —                                 | —                                 | —                                 | —                                 |
| 9     | Anaïs Cambus        | Riptide - Vance Joy                  | —                                 | —                                 | —                                 | ✔️                                |
| 10    | Jonathan Thambwe    | Prendre l'air - Shy'm                | ✔️                                | —                                 | ✔️                                | ✔️                                |
| 11    | Shelby Tawara       | Valerie - Amy Winehouse              | —                                 | —                                 | —                                 | —                                 |
| 12    | Brice Troisfontaine | Sweater Weather - The Neighbourhood  | —                                 | —                                 | —                                 | ✔️                                |
| 13    | Dave Varlet         | Whole Lotta Love - Led Zeppelin      | ✔️                                | ✔️                                | —                                 | —                                 |

#### Épisode 4
- Diffusion : 30 janvier 2018
- Audience : 472 998 téléspectateurs [1]

| Ordre | Candidat              | Chanson                                       | Choix des coachs et des candidats | Choix des coachs et des candidats | Choix des coachs et des candidats | Choix des coachs et des candidats |
| Ordre | Candidat              | Chanson                                       | Matthew                           | B.J Scott                         | Slimane                           | Vitaa                             |
| ----- | --------------------- | --------------------------------------------- | --------------------------------- | --------------------------------- | --------------------------------- | --------------------------------- |
| 1     | Juliette Lejeune      | Sign of the Times - Harry Styles              | ✔️                                | —                                 | ✔️                                | ✔️                                |
| 2     | Philippe Lombet       | Dancing on My Own - Calum Scott               | —                                 | ✔️                                | —                                 | —                                 |
| 3     | Julie Arnould         | Change the Colors - Puggy                     | —                                 | —                                 | —                                 | —                                 |
| 4     | Lola Lippert          | Je me suis fait tout petit - Georges Brassens | ✔️                                | —                                 | ✔️                                | —                                 |
| 5     | Jason Corbisier       | Hello - Lionel Richie                         | —                                 | —                                 | —                                 | ✔️                                |
| 6     | Clara Gomez           | Mommy - Selah Sue                             | —                                 | —                                 | ✔️                                | ✔️                                |
| 7     | Margaux Debie         | Proud Mary - Creedence Clearwater Revival     | —                                 | —                                 | —                                 | —                                 |
| 8     | Lorient de Brabandere | Le Portrait - Calogero                        | ✔️                                | —                                 | —                                 | —                                 |
| 9     | Léa Pochet            | Messed Up World - The Pretty Reckless         | —                                 | ✔️                                | —                                 | —                                 |
| 10    | Soraya Slimani        | Love on the Brain - Rihanna                   | ✔️                                | —                                 | ✔️                                | ✔️                                |
| 11    | Marylène Corro        | Me and Bobby McGee - Janis Joplin             | —                                 | —                                 | —                                 | ✔️                                |
| 12    | Jaï Wood              | I Can't Go on Without You - Kaleo             | —                                 | —                                 | —                                 | —                                 |
| 13    | Deborah Brull         | Rhythm Inside - Loïc Nottet                   | ✔️                                | ✔️                                | ✔️                                | ✔️                                |

#### Épisode 5
- Diffusion : 6 février 2018
- Audience : 455 961 téléspectateurs [1]

| Ordre | Candidat                    | Chanson                             | Choix des coachs et des candidats | Choix des coachs et des candidats | Choix des coachs et des candidats | Choix des coachs et des candidats |
| Ordre | Candidat                    | Chanson                             | Matthew                           | B.J Scott                         | Slimane                           | Vitaa                             |
| ----- | --------------------------- | ----------------------------------- | --------------------------------- | --------------------------------- | --------------------------------- | --------------------------------- |
| 1     | Edoardo Buscemi             | When I Was Your Man - Bruno Mars    | —                                 | ✔️                                | —                                 | —                                 |
| 2     | Tina Tyteca                 | Hello - Lionel Richie               | —                                 | —                                 | —                                 | —                                 |
| 3     | Marie-Cécile de Lhoneux     | Dancing in the Moonlight - Alt-J    | —                                 | ✔️                                | ✔️                                | —                                 |
| 4     | David-Adrian Porzio Mortera | L'Homme pressé - Noir Désir         | ✔️                                | ✔️                                | —                                 | ✔️                                |
| 5     | Lejla Burazerovic           | When We Were Young - Adele          | —                                 | —                                 | —                                 | ✔️                                |
| 6     | Loïc Mazouni                | Just the Two of Us - Bill Withers   | —                                 | —                                 | —                                 | ✔️                                |
| 7     | Sara Kobi                   | Georgia on My Mind - Ray Charles    | ✔️                                | —                                 | ✔️                                | —                                 |
| 8     | Leona Vlachakis             | You Shook Me All Night Long - AC/DC | —                                 | —                                 | —                                 | —                                 |
| 9     | Estelle Pepinster           | Addicted to You - Avicii            | ✔️                                | —                                 | —                                 | —                                 |
| 10    | Pauline Pécheux             | No Diggity - Blackstreet            | —                                 | —                                 | —                                 | —                                 |
| 11    | Loredana Mannara            | Éblouie par la nuit - Zaz           | —                                 | ✔️                                | —                                 | —                                 |
| 12    | Youssef Zaki                | My Funny Valentine - Frank Sinatra  | —                                 | —                                 | —                                 | —                                 |
| 13    | Samuel Nagy                 | Avec le temps - Léo Ferré           | —                                 | —                                 | ✔️                                | —                                 |

#### Épisode 6
- Diffusion : 13 février 2018
- Audience : 455 807 téléspectateurs [1]

| Ordre | Candidat            | Chanson                                         | Choix des coachs et des candidats | Choix des coachs et des candidats | Choix des coachs et des candidats | Choix des coachs et des candidats |
| Ordre | Candidat            | Chanson                                         | Matthew                           | B.J Scott                         | Slimane                           | Vitaa                             |
| ----- | ------------------- | ----------------------------------------------- | --------------------------------- | --------------------------------- | --------------------------------- | --------------------------------- |
| 1     | Mervie Likouette    | Au Port - Camille                               | —                                 | —                                 | —                                 | —                                 |
| 2     | Stéphanie Euphoria  | Seven Nation Army - The White Stripes           | —                                 | —                                 | —                                 | ✔️                                |
| 3     | Alexandre Badoux    | It Ain't Me - Kygo                              | —                                 | —                                 | —                                 | —                                 |
| 4     | Michaëla Nginou     | Don't Worry About Me - Frances                  | —                                 | ✔️                                | —                                 | —                                 |
| 5     | Violaine Filion     | The Dry Cleaner from Des Moines - Joni Mitchell | —                                 | Équipe complète                   | —                                 | —                                 |
| 6     | Mona (Mio) Miozesky | Feeling Good - Nina Simone                      | —                                 | Équipe complète                   | —                                 | ✔️                                |
| 7     | Lolita Fournier     | Au coin du monde - Keren Ann                    | ✔️                                | Équipe complète                   | —                                 | —                                 |
| 8     | Nora O'Sullivan     | Hello - Adele                                   | Équipe complète                   | Équipe complète                   | —                                 | —                                 |
| 9     | Jérôme Pelusi       | Long Train Runnin' - The Doobie Brothers        | Équipe complète                   | Équipe complète                   | —                                 | ✔️                                |
| 10    | Alicia Pezzetti     | Voir un ami pleurer - Jacques Brel              | Équipe complète                   | Équipe complète                   | ✔️                                | Équipe complète                   |
| 11    | Branko Jovanovic    | That Evening Train - T-Bone Walker              | Équipe complète                   | Équipe complète                   | Équipe complète                   | Équipe complète                   |

### Les duels
Après les blinds auditions, 51 talents s’affronteront lors des duels. Lors de ces derniers, les coachs pourront voler des talents à l'infini ! Mais attention, ils ne pourront, à l'issue des Duels n'en garder que deux. À chaque nouveau "vol" supplémentaire, ils devront éliminer l'un des deux talents qu'ils avaient déjà volés auparavant.
| Légende | Le talent qui a remporté son duel sur décision de son coach | Le talent qui a perdu son duel est "volé" par un autre coach, mais est éliminé par la suite | Le talent qui a perdu son duel, est "volé" par un autre coach et conservé pour les lives | Le talent perd son duel et n'est pas repêché |

#### Épisode 7
- Diffusion : 20 février 2018
- Audience : 406 880 téléspectateurs [1]

| Ordre | Coach         | Chanson                              | Talent                      | Talent(s)             | Choix des coachs et des candidats | Choix des coachs et des candidats | Choix des coachs et des candidats | Choix des coachs et des candidats |
| Ordre | Coach         | Chanson                              | Talent                      | Talent(s)             | Matthew                           | B.J Scott                         | Slimane                           | Vitaa                             |
| ----- | ------------- | ------------------------------------ | --------------------------- | --------------------- | --------------------------------- | --------------------------------- | --------------------------------- | --------------------------------- |
| 1     | Matthew Irons | À la faveur de l'automne - Tété      | David Adrian Porzio Mortera | Lorient de Brabandere | NC                                | —                                 | ✔️                                | —                                 |
| 2     | B.J Scott     | Soulman - Ben l'Oncle Soul           | Deborah Brull               | Michaëla Nginou       | —                                 | NC                                | —                                 | —                                 |
| 3     | Vitaa         | Une seule vie - Gérald de Palmas     | Sarah Zekhnini              | Loïc Mazouni          | —                                 | —                                 | ✔️                                | NC                                |
| 4     | Slimane       | Mad World - Gary Jules               | Eliot Vassamillet           | Paak Kormongkolkul    | ✔️                                | —                                 | NC                                | ✔️                                |
| 5     | Matthew Irons | Despair, Hangover & Ecstasy - The Dø | Estelle Pepinster           | Fabiola Legrain       | NC                                | ✔️                                | —                                 | —                                 |
| 5     | Matthew Irons | Despair, Hangover & Ecstasy - The Dø | Estelle Pepinster           | Lolita Fournier       | NC                                | —                                 | —                                 | —                                 |
| 6     | Slimane       | Les démons de minuit – Images        | Samuel Nagy                 | Jonathan Thambwe      | ✔️                                | —                                 | NC                                | ✔️                                |

#### Épisode 8
- Diffusion : 27 février 2018
- Audience : 454 469 téléspectateurs [1]

| Ordre | Coach         | Chanson                                         | Talent              | Talent(s)               | Choix des coachs et des candidats | Choix des coachs et des candidats | Choix des coachs et des candidats | Choix des coachs et des candidats |
| Ordre | Coach         | Chanson                                         | Talent              | Talent(s)               | Matthew                           | B.J Scott                         | Slimane                           | Vitaa                             |
| ----- | ------------- | ----------------------------------------------- | ------------------- | ----------------------- | --------------------------------- | --------------------------------- | --------------------------------- | --------------------------------- |
| 1     | Vitaa         | I Need a Dollar - Aloe Blacc                    | Mona (Mio) Miozesky | Brice Troisfontaine     | —                                 | —                                 | —                                 | NC                                |
| 1     | Vitaa         | I Need a Dollar - Aloe Blacc                    | Mona (Mio) Miozesky | Jason Corbisier         | —                                 | —                                 | —                                 | NC                                |
| 2     | Matthew Irons | Le vent nous portera - Noir Désir               | Lola Lippert        | Paulo Rodrigues         | NC                                | —                                 | —                                 | —                                 |
| 3     | Slimane       | Comme d'hab - Vitaa                             | Soraya Slimani      | Nejla Belhaj            | ✔️                                | —                                 | NC                                | —                                 |
| 4     | B.J Scott     | Sorry Seems to Be the Hardest Word - Elton John | Jeff Danes          | Marie-Cécile de Lhoneux | ✔️                                | NC                                | —                                 | —                                 |
| 5     | Matthew Irons | Perfect - Ed Sheeran                            | Sara Kobi           | Juliette Lejeune        | NC                                | —                                 | —                                 | —                                 |
| 6     | Vitaa         | You Don't Know Me – Jax Jones feat. Raye        | Lejla Burazerovic   | Johanna Epifani         | —                                 | —                                 | —                                 | NC                                |

#### Épisode 9
- Diffusion : 6 mars 2018
- Audience : 425 190 téléspectateurs [1]

| Ordre | Coach         | Chanson                                       | Talent        | Talent(s)        | Choix des coachs et des candidats | Choix des coachs et des candidats | Choix des coachs et des candidats | Choix des coachs et des candidats |
| Ordre | Coach         | Chanson                                       | Talent        | Talent(s)        | Matthew                           | B.J Scott                         | Slimane                           | Vitaa                             |
| ----- | ------------- | --------------------------------------------- | ------------- | ---------------- | --------------------------------- | --------------------------------- | --------------------------------- | --------------------------------- |
| 1     | Matthew Irons | Marcia Baïla - Rita Mitsouko                  | Yasha Deleeuw | Selim Boudraa    | NC                                | ✔️                                | —                                 | —                                 |
| 2     | Slimane       | Left Outside Alone - Anastacia                | Andreia Rio   | Erik Braun       | —                                 | —                                 | NC                                | —                                 |
| 3     | B.J. Scott    | California Dreamin' - The Mamas and the Papas | Léa Pochet    | Loredana Mannara | —                                 | NC                                | —                                 | —                                 |
| 4     | Vitaa         | Paname - Slimane                              | Anaïs Cambus  | Clara Gomez      | —                                 | —                                 | —                                 | NC                                |
| 5     | B.J. Scott    | Highway Star - Deep Purple                    | Pierre Edel   | Dave Varlet      | —                                 | NC                                | —                                 | —                                 |
| 6     | Slimane       | Si t'étais là – Louane                        | Maëla Warlet  | Laurence Kremeer | —                                 | —                                 | NC                                | —                                 |

#### Épisode 10
- Diffusion : 13 mars 2018
- Audience : 403 010 téléspectateurs [1]

| Ordre | Coach         | Chanson                            | Talent             | Talent(s)        | Choix des coachs et des candidats | Choix des coachs et des candidats | Choix des coachs et des candidats | Choix des coachs et des candidats |
| Ordre | Coach         | Chanson                            | Talent             | Talent(s)        | Matthew Irons                     | B.J Scott                         | Slimane                           | Vitaa                             |
| ----- | ------------- | ---------------------------------- | ------------------ | ---------------- | --------------------------------- | --------------------------------- | --------------------------------- | --------------------------------- |
| 1     | Vitaa         | Do It Like a Dude - Jessie J       | Camille Schneyders | Marylène Corro   | —                                 | —                                 | ✔️                                | NC                                |
| 2     | Slimane       | Le Chemin - Kyo feat. Sita         | Luca Turco         | Quentin Madeline | —                                 | —                                 | NC                                | —                                 |
| 2     | Slimane       | Le Chemin - Kyo feat. Sita         | Luca Turco         | Alicia Pezzetti  | —                                 | —                                 | NC                                | —                                 |
| 3     | B.J Scott     | Foule sentimentale - Alain Souchon | Philippe Lombert   | Lucie Gaillard   | —                                 | NC                                | —                                 | —                                 |
| 4     | Vitaa         | Ain't No Sunshine - Bill Withers   | Stéphanie Euphoria | Jérôme Pelusi    | —                                 | —                                 | —                                 | NC                                |
| 5     | Matthew Irons | Sans contrefaçon - Mylène Farmer   | Valentine Brognion | Adrien Binon     | NC                                | —                                 | ✔️                                | —                                 |
| 6     | B.J Scott     | Pomme C - Calogero                 | Woody Wittock      | Edoardo Buscemi  | —                                 | NC                                | —                                 | —                                 |

#### Équipes pour les lives
| Coachs | Coachs                       | Coachs              | Coachs             | Coachs                 |
| n°     | Matthew                      | B.J. Scott          | Slimane            | Vitaa                  |
| ------ | ---------------------------- | ------------------- | ------------------ | ---------------------- |
| 1      | David Adrian Porzio Mortera  | Deborah Brull       | Eliot Vassamillet  | Sarah Zekhnini         |
| 2      | Estelle Pepinster            | Jeff Danes          | Samuel Nagy        | Mona Miozesky          |
| 3      | Lola Lippert                 | Léa Pochet          | Soraya Slimani     | Lejla Burazerovic      |
| 4      | Sara Kobi                    | Pierre Edel         | Andreia Rio        | Anaïs Cambus           |
| 5      | Yasha Deleeuw                | Philippe Lombert    | Maëla Warlet       | Camille Schneyders     |
| 6      | Valentine Brognion           | Woody Wittock       | Luca Turco         | Stéphanie Euphoria     |
| 7      | Nejla Belhaj (S)             | Fabiola Legrain (M) | Marylène Corro (V) | Paak Kormongkolkul (S) |
| 8      | Marie-Cécile de Lhoneux (BJ) | Selim Boudraa (M)   | Adrien Binon (M)   | Jonathan Thambwe (S)   |

### Les Lives

#### Épisode 11
- Diffusion : 20 mars 2018
- Audience : 366 530 téléspectateurs [1]
- Règles : Sur scène, les talents de toutes les équipes. Lors de ces deux premiers directs, Matthew Irons, Slimane, Vitaa et BJ Scott présenteront chacun 4 talents (dont 1 talent volé). 4 talents de chaque équipe prestent chacun à leur tour. Les votes pour une équipe sont valables pendant le passage d'une équipe. Le public offrira au meilleur talent de chaque équipe une place assurée pour le Live suivant. Le sort des 3 autres sera remis entre les mains de leur coach. Le meilleur restera, et tout sera fini pour les 2 autres.

| Ordre                                                     | Talent                      | Équipe        | Chanson                                    |
| --------------------------------------------------------- | --------------------------- | ------------- | ------------------------------------------ |
| Les coachs : Ain't No Mountain High Enough de Marvin Gaye |                             |               |                                            |
| 1                                                         | Sarah Zekhnini              | Vitaa         | Candyman - Christina Aguilera              |
| 2                                                         | Lejla Burazerovic           | Vitaa         | Little Me - Little Mix                     |
| 3                                                         | Jonathan Thambwe            | Vitaa         | Stressed Out - Twenty One Pilots           |
| 4                                                         | Mona Miozesky               | Vitaa         | Say You'll Be There - Spice Girls          |
|                                                           |                             |               |                                            |
| 5                                                         | Soraya Slimani              | Slimane       | Family Portrait - Pink                     |
| 6                                                         | Eliot Vassamillet           | Slimane       | Alter Ego - Jean-Louis Aubert              |
| 7                                                         | Luca Turco                  | Slimane       | You Need Me, I Don't Need You - Ed Sheeran |
| 8                                                         | Samuel Nagy                 | Slimane       | Pour ne pas vivre seul - Dalida            |
|                                                           |                             |               |                                            |
| 9                                                         | Nejla Belhaj                | Matthew Irons | Teardrop - Massive Attack                  |
| 10                                                        | David-Adrian Porzio Mortera | Matthew Irons | Attention - Charlie Puth                   |
| 11                                                        | Lola Lippert                | Matthew Irons | Wasting My Young Years - London Grammar    |
| 12                                                        | Estelle Pepinster           | Matthew Irons | Cold Water - Major Lazer                   |
|                                                           |                             |               |                                            |
| 13                                                        | Selim Boudraa               | B.J Scott     | Move On Up - Curtis Mayfield               |
| 14                                                        | Léa Pochet                  | B.J Scott     | Royals - Lorde                             |
| 15                                                        | Jeff Danes                  | B.J Scott     | What About Us - Pink                       |
| 16                                                        | Pierre Edel                 | B.J Scott     | Fly - Machiavel                            |

| Légende | Le candidat est sauvé par les téléspectateurs, en priorité (le plus grand nombre de votes) | Le candidat est sauvé par le coach | Les candidats ne sont pas sauvés par le coach |

| Equipe        | Sauvé par le + de votes | Sauvé par son coach | Talent exclu      | Talent exclu                |
| ------------- | ----------------------- | ------------------- | ----------------- | --------------------------- |
| Matthew Irons | Estelle Pepinster       | Lola Lippert        | Nejla Belhaj      | David-Adrian Porzio Mortera |
| B.J Scott     | Jeff Danes              | Léa Pochet          | Selim Boudraa     | Pierre Edel                 |
| Slimane       | Soraya Slimani          | Samuel Nagy         | Eliot Vassamillet | Luca Turco                  |
| Vitaa         | Sarah Zekhnini          | Lejla Burazerovic   | Jonathan Thambwe  | Mona Miozesky               |

#### Épisode 12
- Diffusion : 26 mars 2018
- Audience : 325 709 téléspectateurs [1]
- Invité : Amir

| Ordre                              | Talent                  | Équipe        | Chanson                                                     |
| ---------------------------------- | ----------------------- | ------------- | ----------------------------------------------------------- |
| Amir et les talents : J'ai cherché |                         |               |                                                             |
| 1                                  | Deborah Brull           | B.J. Scott    | Ain't No Other Man - Christina Aguilera                     |
| 2                                  | Philippe Lombet         | B.J. Scott    | Brother - Matt Corby                                        |
| 3                                  | Woody Wittock           | B.J. Scott    | Elastic Heart - Sia                                         |
| 4                                  | Fabiola Legrain         | B.J. Scott    | Nothing Else Matters - Metallica                            |
|                                    |                         |               |                                                             |
| 5                                  | Sara Kobi               | Matthew Irons | Like a Prayer                                               |
| 6                                  | Yasha Deleeuw           | Matthew Irons | Comme des enfants - Cœur de Pirate                          |
| 7                                  | Marie-Cécile de Lhoneux | Matthew Irons | Jungle - Emma Louise                                        |
| 8                                  | Valentine Brognion      | Matthew Irons | Hymne à l'amour - Edith Piaf                                |
| Amir - Les rues de ma peine        |                         |               |                                                             |
| 9                                  | Stéphanie Euphoria      | Vitaa         | Bad Romance - Lady Gaga                                     |
| 10                                 | Paak Kormongkolkul      | Vitaa         | Cry Me a River - Justin Timberlake                          |
| 11                                 | Anaïs Cambus            | Vitaa         | Si jamais j'oublie - Zaz                                    |
| 12                                 | Camille Schneyders      | Vitaa         | Havana - Camila Cabello                                     |
|                                    |                         |               |                                                             |
| 13                                 | Marylène Corro          | Slimane       | Fly Away - Lenny Kravitz                                    |
| 14                                 | Maéla Warlet            | Slimane       | Moi... Lolita - Alizée                                      |
| 15                                 | Adrien Binon            | Slimane       | Tout va bien - Orelsan                                      |
| 16                                 | Andreia Rio             | Slimane       | Chanter pour ceux qui sont loin de chez eux - Michel Berger |

| Légende | Le candidat est sauvé par les téléspectateurs, en priorité (le plus grand nombre de votes) | Le candidat est sauvé par le coach | Les candidats ne sont pas sauvés par le coach |

| Equipe        | Sauvé par le + de votes | Sauvé par son coach     | Talent exclu       | Talent exclu  |
| ------------- | ----------------------- | ----------------------- | ------------------ | ------------- |
| Matthew Irons | Valentine Brognion      | Marie-Cécile de Lhoneux | Yasha Deleeuw      | Sara Kobi     |
| B.J           | Deborah Brull           | Fabiola Legrain         | Philippe Lombet    | Woody Wittock |
| Slimane       | Adrien Binon            | Andreia Rio             | Marylène Corro     | Maéla Warlet  |
| Vitaa         | Stéphanie Euphoria      | Camille Schneyders      | Paak Kormongkolkul | Anaïs Cambus  |

#### Épisode 13
- Diffusion : 3 avril 2018
- Audience : 318 573 téléspectateurs [1]
- Règles :  Les 4 talents de chaque équipe qui ont passé l'étape du premier live sont de retour pour ce 3ème live. Ils interprèteront chacun une chanson et, à l'issue des prestations des quatre talents de chaque groupe, 2 talents seront sauvés par le public et un par son coach. Le quatrième sera éliminé de l'aventure.
- Invités : Maître Gims & Vianney

| Ordre                                       | Talent                  | Équipe        | Chanson                                                       |
| ------------------------------------------- | ----------------------- | ------------- | ------------------------------------------------------------- |
| Maître Gims & Camille Schneyders : Caméléon |                         |               |                                                               |
| 1                                           | Marie-Cécile de Lhoneux | Matthew Irons | L'Aigle noir - Barbara                                        |
| 2                                           | Valentine Brognion      | Matthew Irons | Spectrum - Florence and the Machine                           |
| 3                                           | Estelle Pepinster       | Matthew Irons | Too Good at Goodbyes - Sam Smith                              |
| 4                                           | Lola Lippert            | Matthew Irons | Mad About You - Hooverphonic                                  |
|                                             |                         |               |                                                               |
| 5                                           | Samuel Nagy             | Slimane       | Voyage, Voyage - Desireless                                   |
| 6                                           | Soraya Slimani          | Slimane       | Runnin' (Lose It All) - Naughty Boy, Beyoncé & Arrow Benjamin |
| 7                                           | Andreia Rio             | Slimane       | Say Something - Christina Aguilera                            |
| 8                                           | Adrien Binon            | Slimane       | Freed from Desire - Gala                                      |
| Maitre Gims & Vianney : La Même             |                         |               |                                                               |
|                                             |                         |               |                                                               |
| 9                                           | Léa Pochet              | B.J Scott     | Give Me Love - Ed Sheeran                                     |
| 10                                          | Fabiola Legrain         | B.J Scott     | Settle Down - Kimbra                                          |
| 11                                          | Jeff Danes              | B.J Scott     | Mr. Jones - Counting Crows                                    |
| 12                                          | Deborah Brull           | B.J Scott     | Clown - Emeli Sandé                                           |
|                                             |                         |               |                                                               |
| 13                                          | Camille Schneyders      | Vitaa         | J'te l'dis quand même - Patrick Bruel                         |
| 14                                          | Lejla Burazerovic       | Vitaa         | Hotel California - The Eagles                                 |
| 15                                          | Sarah Zekhnini          | Vitaa         | New Rules - Dua Lipa                                          |
| 16                                          | Stéphanie Euphoria      | Vitaa         | Black Hole Sun - Soundgarden                                  |

| Légende | Le candidat est sauvé par les téléspectateurs, en priorité (le plus grand nombre de votes) | Le candidat est sauvé par le coach | Les candidats ne sont pas sauvés par le coach |

| Equipe        | Sauvé par le + de votes (1er) | Sauvé par le + de votes (2ème) | Sauvé par son coach | Talent exclu      |
| ------------- | ----------------------------- | ------------------------------ | ------------------- | ----------------- |
| Matthew Irons | Valentine Brognion            | Marie-Cécile de Lhoneux        | Estelle Pepinster   | Lola Lippert      |
| Slimane       | Soraya Slimani                | Adrien Binon                   | Andreia Rio         | Samuel Nagy       |
| B.J Scott     | Jeff Danes                    | Deborah Brull                  | Léa Pochet          | Fabiola Legrain   |
| Vitaa         | Camille Schneyders            | Stéphanie Euphoria             | Sarah Zekhnini      | Lejla Burazerovic |

#### Épisode 14
- Diffusion : 10 avril 2018
- Audience : 306 022 téléspectateurs [1]
- Règles :  Les 3 talents restants de chaque équipe sont de retour pour ce 4ème live. Ils interprèteront chacun une chanson et, à l'issue des prestations des quatre talents de chaque groupe, 1 talent sera sauvé par le public et un par son coach. Le dernier sera éliminé de l'aventure.
- Invité : Dadju et Théophile Rénier

| Ordre                                                                                | Talent                  | Équipe        | Chanson                                      |
| ------------------------------------------------------------------------------------ | ----------------------- | ------------- | -------------------------------------------- |
| Dadju, Déborah Brull, Soraya Slimani, Sara Zekhnini & Estelle Pepinster : Bob Marley |                         |               |                                              |
| 1                                                                                    | Andreia Rio             | Slimane       | I Have Nothing - Whitney Houston             |
| 2                                                                                    | Soraya Slimani          | Slimane       | Quand on n'a que l'amour - Jacques Brel      |
| 3                                                                                    | Adrien Binon            | Slimane       | Paradis perdus - Christine and the Queens    |
| B.J Scott et ses talents : Many Rivers to Cross - Jimmy Cliff                        |                         |               |                                              |
| 4                                                                                    | Deborah Brull           | B.J Scott     | Tourner dans le vide - Indila                |
| 5                                                                                    | Jeff Danes              | B.J Scott     | Et un jour, une femme - Florent Pagny        |
| 6                                                                                    | Léa Pochet              | B.J Scott     | Here with You - Lost Frequencies feat Netsky |
| Théophile Rénier : Tu ne sais pas                                                    |                         |               |                                              |
| Vitaa et ses talents : Un peu de rêve                                                |                         |               |                                              |
| 7                                                                                    | Camille Schneyders      | Vitaa         | La loi de Murphy - Angèle                    |
| 8                                                                                    | Sarah Zekhnini          | Vitaa         | Purple Rain - Prince                         |
| 9                                                                                    | Stéphanie Euphoria      | Vitaa         | Funhouse - Pink                              |
|                                                                                      |                         |               |                                              |
| 10                                                                                   | Estelle Pepinster       | Matthew Irons | Oublie-moi - Cœur de pirate                  |
| 11                                                                                   | Valentine Brognion      | Matthew Irons | Smalltown Boy - Bronski Beat                 |
| 12                                                                                   | Marie-Cécile de Lhoneux | Matthew Irons | Voulez-vous - ABBA                           |

| Légende | Le candidat est sauvé par les téléspectateurs, en priorité (le plus grand nombre de votes) | Le candidat est sauvé par le coach | Les candidats n'est pas sauvé par le coach |

| Equipe        | Sauvé par le + de votes | Sauvé par son coach | Talent exclu            |
| ------------- | ----------------------- | ------------------- | ----------------------- |
| Vitaa         | Camille Schneyders      | Stéphanie Euphoria  | Sarah Zekhnini          |
| Slimane       | Adrien Binon            | Soraya Slimani      | Andreia Rio             |
| B.J Scott     | Jeff Danes              | Deborah Brull       | Léa Pochet              |
| Matthew Irons | Valentine Brognion      | Estelle Pepinster   | Marie-Cécile de Lhoneux |

#### Épisode 15
- Diffusion : 17 avril 2018
- Audience : 326 794 téléspectateurs [1]
- Règles : La règle qui était de mise lors des 5 premières saisons est de retour : pour chaque équipe, le coach répartit tout d'abord 100 points entre ses deux talents (avec interdiction de faire 50/50). Ensuite, les pourcentages de votes du public sont ajoutés pour déterminer les finalistes sur un total de 200 points par équipe.
- Invités : Cœur de pirate et Cats on Trees

| Ordre                                                                  | Talent             | Équipe        | Chanson                                          |
| ---------------------------------------------------------------------- | ------------------ | ------------- | ------------------------------------------------ |
| Comme des enfants - Cœur de Pirate, Valentine Brognion et Adrien Binon |                    |               |                                                  |
| 1                                                                      | Estelle Pepinster  | Matthew Irons | Single Ladies (Put a Ring on It) - Beyoncé       |
| 2                                                                      | Camille Schneyders | Vitaa         | Tchikita - Jul                                   |
| Luna - Slimane, Soraya Slimani et Adrien Binon                         |                    |               |                                                  |
| 3                                                                      | Jeff Danes         | B.J Scott     | Unchain My Heart - Joe Cocker                    |
| 4                                                                      | Soraya Slimani     | Slimane       | Bang Bang (My Baby Shot Me Down) - Nancy Sinatra |
| Sirens Call - Cats on Trees, Jeff Danes et Stéphanie Euphoria          |                    |               |                                                  |
| 5                                                                      | Deborah Brull      | B.J Scott     | Shake It Off - Taylor Swift                      |
| 6                                                                      | Stéphanie Euphoria | Vitaa         | Comme un boomerang - Serge Gainsbourg            |
| How I Needed You - Puggy, Valentine Brognion et Estelle Pepinster      |                    |               |                                                  |
| 7                                                                      | Adrien Binon       | Slimane       | Princes - Oscar and the Wolf                     |
| Prémonition - Cœur de Pirate                                           |                    |               |                                                  |
| 8                                                                      | Valentine Brognion | Matthew Irons | Believer - Imagine Dragons                       |
| Keep On Dancing - Cats on Trees                                        |                    |               |                                                  |

Tableau des résultats : 
| Équipe        | Talent finaliste   | Résultat Coach /100 | Résultat Public /100 | Total /200 | Talent exclu       | Résultat Coach /100 | Résultat Public /100 | Total /200 |
| ------------- | ------------------ | ------------------- | -------------------- | ---------- | ------------------ | ------------------- | -------------------- | ---------- |
| Matthew Irons | Valentine Brognion | 55                  | 65                   | 120        | Estelle Pepinster  | 45                  | 35                   | 80         |
| Vitaa         | Stéphanie Euphoria | 60                  | 64                   | 124        | Camille Schneyders | 40                  | 36                   | 76         |
| B.J           | Jeff Danes         | 45                  | 74                   | 119        | Déborah Brull      | 55                  | 26                   | 81         |
| Slimane       | Soraya Slimani     | 55                  | 53                   | 108        | Adrien Binon       | 45                  | 47                   | 92         |

#### Épisode 16 - Finale
- Diffusion : 24 avril 2018
- Audience : 399 779 téléspectateurs [1]
- Invités : MC Solaar, Louane et Alice on the Roof
- Règles : À ce stade, il ne reste plus qu'un talent par coach. Chaque candidat interprétera cette fois deux titres: un duo avec son coach et une nouvelle « cover ». Les talents seront départagés par le vote des téléspectateurs. À la suite des premières chansons, deux candidats seront éliminés définitivement de la compétition. Alors, les deux restants réinterpréterons leur meilleure prestation de la saison, avant de déterminer le gagnant, toujours par le vote des téléspectateurs.

| Ordre                                              | Talent | Équipe | Chanson |
| -------------------------------------------------- | --- | --- | --- |
| 1                                                  | Jeff Danes, Valentine Brognion, Stéphanie Euphoria & Soraya Slimani : Something Just like This de The Chainsmokers et Coldplay | Jeff Danes, Valentine Brognion, Stéphanie Euphoria & Soraya Slimani : Something Just like This de The Chainsmokers et Coldplay | Jeff Danes, Valentine Brognion, Stéphanie Euphoria & Soraya Slimani : Something Just like This de The Chainsmokers et Coldplay |
| 2                                                  | Valentine Brognion | Matthew Irons | Lettre à France - Michel Polnareff                                                                                             |
| 3                                                  | Stéphanie Euphoria et Vitaa | Stéphanie Euphoria et Vitaa | No One - Alicia Keys |
| 4                                                  | Soraya Slimani | Slimane | Creep - Radiohead |
| 5                                                  | Louane, Jeff Danes et Soraya Slimani : On était beau                                                                           | Louane, Jeff Danes et Soraya Slimani : On était beau                                                                           | Louane, Jeff Danes et Soraya Slimani : On était beau                                                                           |
| 6                                                  | Valentine Brognion et Matthew Irons                                                                                            | Valentine Brognion et Matthew Irons                                                                                            | Running with the Wolves - Aurora                                                                                               |
| 7                                                  | Jeff Danes | B.J Scott | A Thousand Miles - Vanessa Carlton                                                                                             |
| 8                                                  | Soraya Slimani et Slimane | Soraya Slimani et Slimane | Les Moulins de mon cœur - Michel Legrand                                                                                       |
| 9                                                  | Stéphanie Euphoria, Valentine Brognion et MC Solaar : Solaar pleure                                                            | Stéphanie Euphoria, Valentine Brognion et MC Solaar : Solaar pleure                                                            | Stéphanie Euphoria, Valentine Brognion et MC Solaar : Solaar pleure                                                            |
| 10                                                 | Jeff Danes et B.J Scott | Jeff Danes et B.J Scott | Yesterday - The Beatles |
| 11                                                 | Stéphanie Euphoria | Vitaa | Je te promets - Johnny Hallyday                                                                                                |
| 12                                                 | Alice on the Roof : Malade | Alice on the Roof : Malade | Alice on the Roof : Malade |
| 13                                                 | Louane : Immobile | Louane : Immobile | Louane : Immobile |
| Fin temporaire des votes                           | | | |
| Annonce des deux derniers candidats en compétition | | | |
| 14                                                 | Valentine Brognion | Matthew Irons | Roxanne - The Police |
| 15                                                 | Jeff Danes | B.J Scott | Et un jour, une femme - Florent Pagny                                                                                          |
| 16                                                 | MC Solaar : Aïwa | MC Solaar : Aïwa | MC Solaar : Aïwa |

Pré-éliminations : 
| Talent finaliste                   | Talent exclu               |
| ---------------------------------- | -------------------------- |
| Valentine Brognion (Matthew Irons) | Stéphanie Euphoria (Vitaa) |
| Jeff Danes (BJ Scott)              | Soraya Slimani (Slimane)   |

Résultat final : 
| Vainqueur                                             | Perdant                 |
| ----------------------------------------------------- | ----------------------- |
| Valentine Brognion (Matthew Irons) avec 51% des votes | Jeff Danes (B.J. Scott) |

## Audiences
| Type            | Date de diffusion | Téléspectateurs | Notes et références |
| --------------- | ----------------- | --------------- | ------------------- |
| Blind Auditions | 9 janvier 2018    | 448 714         | [ 1 ]               |
| Blind Auditions | 16 janvier 2018   | 399 418         | [ 1 ]               |
| Blind Auditions | 23 janvier 2018   | 463 360         | [ 1 ]               |
| Blind Auditions | 30 janvier 2018   | 472 998         | [ 1 ]               |
| Blind Auditions | 6 février 2018    | 455 961         | [ 1 ]               |
| Blind Auditions | 13 février 2018   | 455 807         | [ 1 ]               |
| Duels           |                   |                 | [ 1 ]               |
| 20 février 2018 | 406 880           |                 | [ 1 ]               |
| 27 février 2018 | 454 469           |                 | [ 1 ]               |
| 6 mars 2018     | 425 190           |                 | [ 1 ]               |
| 13 mars 2018    | 403 010           |                 | [ 1 ]               |
| Lives           | 20 mars 2017      | 366 530         | [ 1 ]               |
| Lives           | 26 mars 2018      | 325 709         | [ 1 ]               |
| Lives           | 3 avril 2018      | 318 573         | [ 1 ]               |
| Lives           | 10 avril 2017     | 306 022         | [ 1 ]               |
| Lives           | 17 avril 2017     | 326 794         | [ 1 ]               |
| Lives           | 24 avril 2017     | 399 779         | [ 1 ]               |